# 一言寺
一言寺（いちごんじ）は、京都市伏見区醍醐にある真言宗の寺院。正式な寺号を金剛王院（こんごうおういん）と称し、真言宗醍醐派の別格本山である。
本尊は千手観音。本堂軒下に奉納されている額の「ただたのめ 佛にうそは なきものぞ 二言といわぬ 一言寺かな」という御詠歌が知られている。

## 歴史
藤原通憲（信西）の娘で建礼門院に仕えた阿波内侍の開基により、平安時代末期に創建されたと伝えられる。
創建以後、寺勢は次第に衰退したが、1874年（明治8年）醍醐寺の塔頭である金剛王院が移されて復興された。
寺の南側からは1973年（昭和48年）の発掘調査により、鎌倉時代の庭園跡などが発見されている。

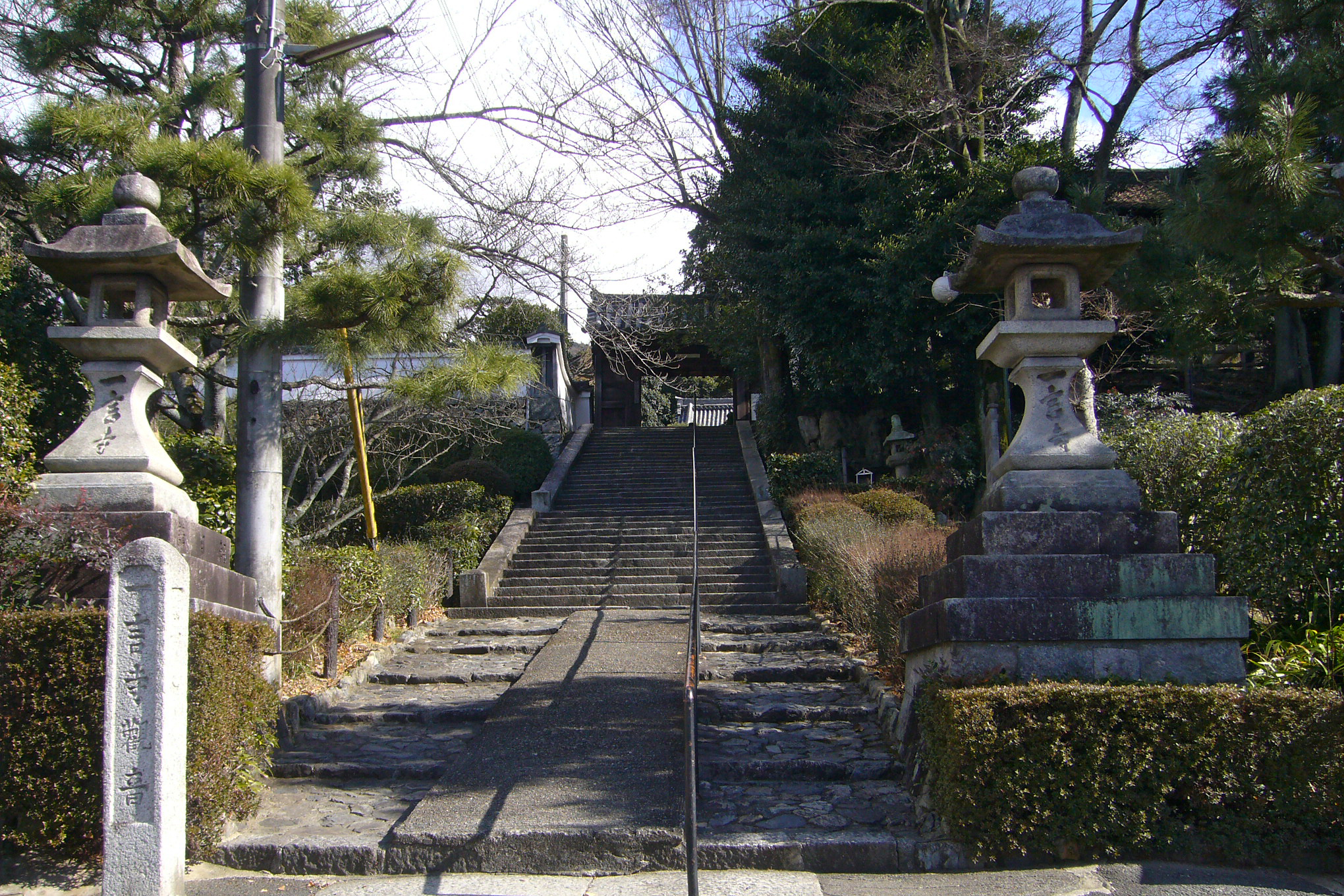
門前から
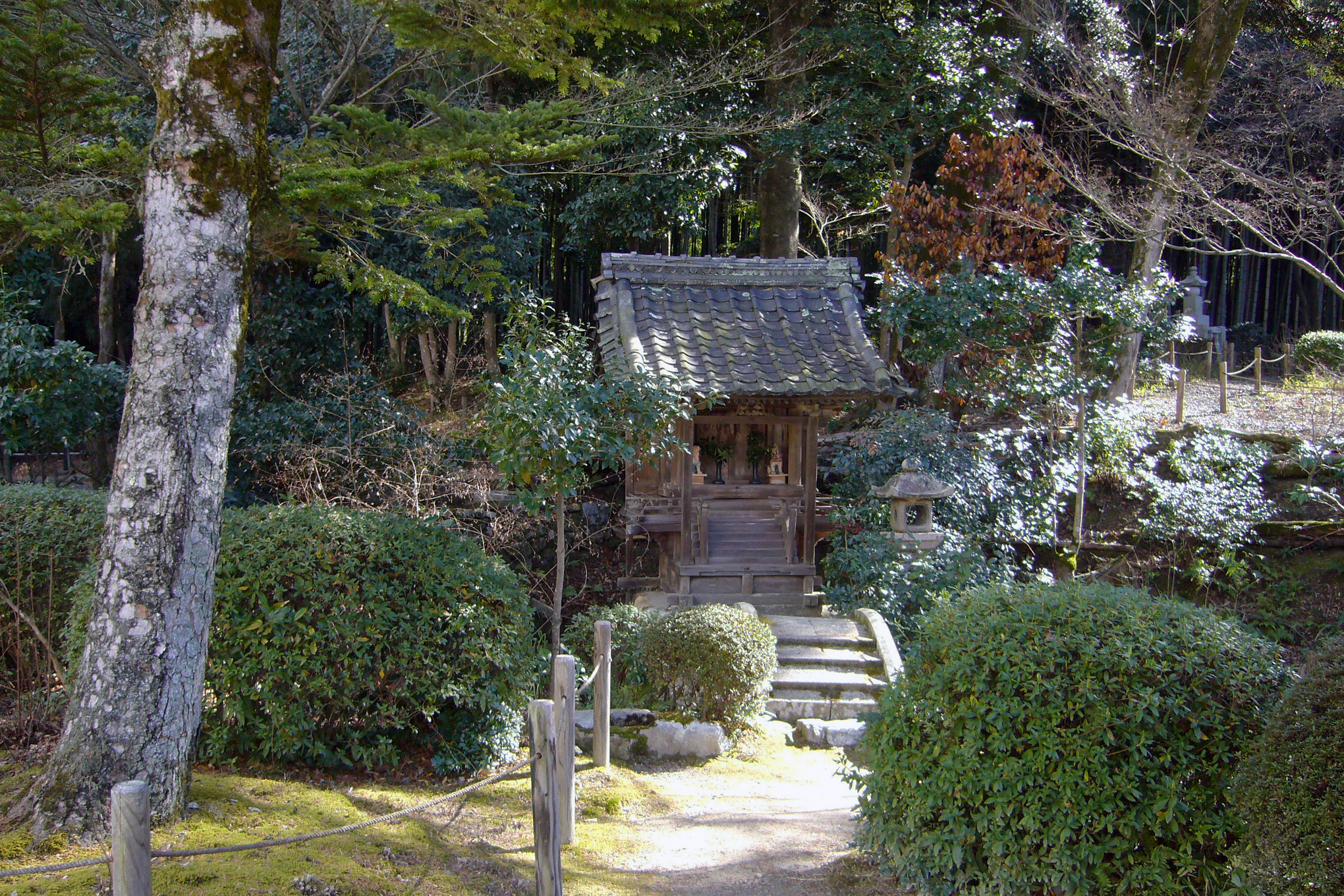
境内

## 所在地
〒601-1335 京都府京都市伏見区醍醐一言寺裏町21

## 交通アクセス
- 京都市営地下鉄東西線 醍醐駅 徒歩18分
- 京阪バス 一言寺下車

## 周辺
- 醍醐寺
- 法界寺
- 日野誕生院